# Science fantasy

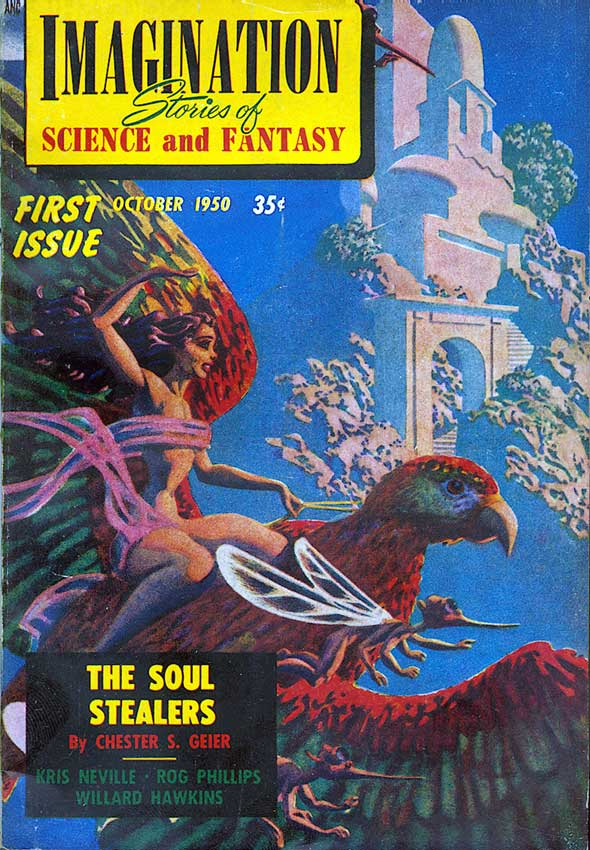
Omslaget till 1950 års oktobernummer av Imagination

Science fantasy är den traditionella beteckningen på science fiction-litteratur och -filmer med en dragning åt mystik och fantasy eller med inslag av så avancerad förutsatt vetenskap att den verkar fantasy-betonad. Termen är oklar vilket beror på att den används för att beteckna just gränsfall. Exempel på science fantasy är Jack Vances berättelser om Den döende jorden. Edgar Rice Burroughs Mars-romaner, Leigh Bracketts science fiction-historier och Marion Zimmer Bradleys Darkover-serie är andra. Under senare år kan man särskilt nämna Gene Wolfes författarskap.

### Fotnoter
1. ↑  Amy Goldschlager & Avon Eos (3 mars 1997). ”Science Fiction & Fantasy: A Genre With Many Faces” (på engelska). SF Site. https://www.sfsite.com/columns/amy26.htm. Läst 8 maj 2015.